# Éric V (roi de Danemark)
Pour les articles homonymes, voir Éric.
Erik V Klipping surnommé Glipping (c'est-à-dire le Louche) (né à Lolland 1249 - mort à Finderup près de Viborg le 22 novembre 1286) fut roi du Danemark de 1259 à 1286. 

## Biographie
Éric V, né en 1249 dans l'île de Lolland, est le fils aîné de Christophe Ier de Danemark et de Marguerite, fille du duc Sambor II de Pomérélie.

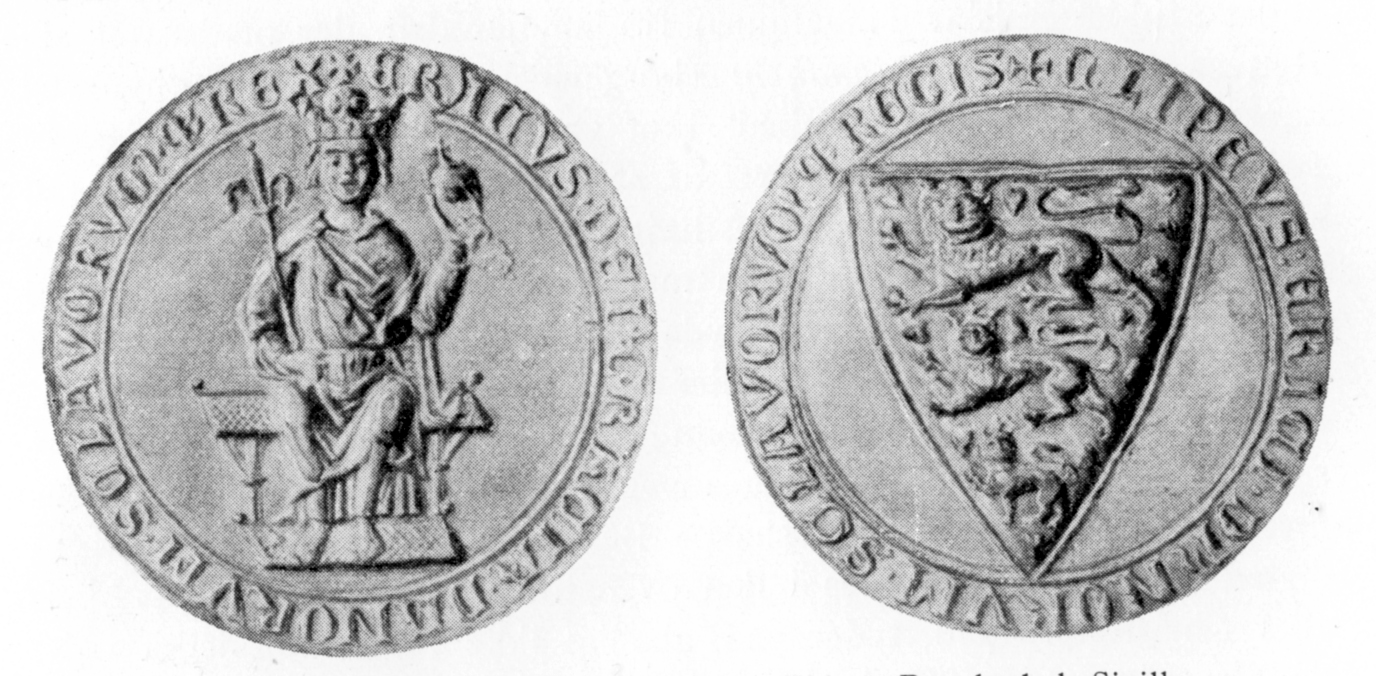
Reprodution du sceau d'Erik V Klipping.

Dès 1253, il reçoit l'hommage des états comme héritier présomptif de la couronne. Il devient roi à la mort de son père le 29 mai 1259 mais n’est couronné qu'à la fin de l’année du fait des difficultés avec Jacob Erlandsen, archevêque de Lund de 1253 à 1274.
Pendant la régence, sa mère Marguerite Sambiria doit combattre le prince Jaromar de Rügen qui ravage l'île de Seeland et détruit près de Nestved une armée de paysans le 14 juin 1259 avant d'être tué en Scanie.
Le duc Éric Ier de Schleswig, qui était l'allié de l'envahisseur, remporte une victoire à Lohede près de Schleswig le 28 juillet 1261 et fait prisonnier le roi et la régente. Si cette dernière recouvre sa liberté rapidement, le roi reste captif jusqu’en 1264. Il est libéré par le Margrave Jean Ier de Brandebourg contre la promesse d'épouser sa fille Agnès sans dot ! Fort de cet appui, il peut alors confisquer provisoirement le fief de Schleswig.
En 1273, le long différend qui avait opposé la monarchie à l'église se termine par un accord avec l'archevêque Jacob Erlandsen, qui reçoit une indemnité de 15 000 marks. L'interdit d'ailleurs peu rigoureux qui frappait le royaume depuis 17 ans est levé.
Erik peut alors se tourner vers la politique étrangère. Il lutte en Norvège contre le roi Magnus VI de Norvège qui réclame le paiement de la dot de sa femme Ingeborg, fille d'Éric IV de Danemark Plovpenning. Il intervient également dans le royaume de Suède dans la lutte entre le roi Valdemar Ier de Suède et son frère la duc Magnus.En 1268 et 1270 deux escadres danoises font voiles vers l'Estonie afin de renforcer Tallinn contre les attaques des russes et des lituaniens
En 1282, le roi doit signer pour la première fois une constitution qui prévoit que le « Danhof », assemblée des états, se réunisse à Nyborg en Fionie tous les ans pendant les premiers jours du carême pour traiter les affaires du royaume. Il se fait également de nombreux ennemis dont le connétable Stig Andersen et le comte Jacob de Halland septentrional. Une dizaine de nobles le surprennent à Finderup près de Viborg dans une grange où il se reposait des fatigues de la chasse et le tuent dans la nuit du 21 au 22 novembre 1286. Au matin, on retrouve son corps frappé de 56 blessures. Le roi est inhumé dans la cathédrale de Viborg.

## Union et descendance
Erik V avait donc épousé à Schleswig le 11 novembre 1273 Agnès de Brandebourg, née en 1257 et morte le 29 septembre 1304. Après le meurtre de son époux, la reine se remaria en février 1293 avec Gérard II de Holstein-Plön, comte de Holstein-Plön.
Au moins sept enfants sont nés de son union avec Erik V :
- Éric VI de Danemark ;
- Christophe II de Danemark : père de Valdemar IV, d'où la succession des rois de Danemark (et de Norvège à partir de 1387) jusqu'en 1448 ;
- Valdemar, mort en 1304 ;
- Richza, morte le 27 octobre 1308, mariée vers 1291/1301 avec le duc Nicolas II de Mecklembourg-Werle-Güstrow : d'où le lien dynastique, via les Holstein, avec la maison d'Oldenbourg qui assume les trônes de Danemark (1448), de Norvège et de Suède à partir de Christian Ier ;
- Marthe de Danemark, mariée le 25 novembre 1298 avec le roi Birger de Suède ;
- Catherine, morte vers 1283 ;
- Elisabeth, morte vers 1283.

### Sources
- Lucien Musset, Les Peuples scandinaves au Moyen Âge, Paris, Presses universitaires de France, 1951, 342 p., in-8o (OCLC 3005644)
- (da) Dansk biografisk Lexikon / IV. Bind. Clemens - Eynden /  p. 544-550 Erik Glipping 1249-1286.
- (en) Christoffer I sur le site Medieval Lands.